# Kam (mekanik)

Animering av funktionsprincipen av en kam

En kam är en roterande eller glidande del (som ett excentriskt hjul eller en cylinder med en oregelbunden form) i en mekanisk koppling. Kammar används framför allt för att omvandla roterande rörelse till linjär rörelse eller vice versa.